# Stefan Strandberg
Ken Remi Stefan Strandberg (Lyngdal, 25 luglio 1990) è un ex calciatore norvegese, di ruolo difensore.

## Carriera

### Club

#### Mandalskameratene
Strandberg ha iniziato la sua carriera professionistica con la maglia del Mandalskameratene, militante nella 1. divisjon. Ha debuttato ufficialmente nella prima squadra in data 26 agosto 2007, subentrando a Tore Hansen nella sconfitta per 12-1 in casa del Molde. Due giornate dopo ha giocato la prima gara dal fischio d'inizio, sul campo del Raufoss, conclusasi con una vittoria esterna per 1-4. Ha collezionato altre 6 apparizioni per il Mandalskameratene.

#### Il Vålerenga e il prestito al Bryne
Il 26 gennaio 2009, il Vålerenga ha comunicato sul suo sito ufficiale d'aver ingaggiato Strandberg, club a cui il difensore si è legato con un contratto quadriennale. Prima di firmare per il club di Oslo, ha sostenuto un periodo di prova con Derby County, Portsmouth e Stoccarda. L'esordio con la nuova squadra è arrivato il 9 maggio 2009, nell'edizione stagionale del Norgesmesterskapet, quando ha giocato da titolare contro il Verdal. È stato schierato in un'altra occasione in questa competizione, prima di essere prestato al Bryne.
Il 2 agosto 2009, è stato titolare nell'incontro tra Bryne e Skeid, conclusosi con una vittoria per 2-0 della sua squadra: questo incontro ha sancito il suo debutto con il Bryne. È stato impiegato in altre 3 gare, tutte valide per la 1. divisjon, prima di ritornare al Vålerenga.
Il 12 settembre dello stesso anno, così, ha potuto giocare la prima gara nell'Eliteserien: è subentrato infatti a Mohammed Fellah nella sconfitta per 3-1 in casa del Fredrikstad. Il 5 aprile 2010, ha realizzato la prima rete della sua carriera professionistica: è stato lui ad accorciare momentaneamente le distanze nell'incontro tra Start e Vålerenga, siglando il gol del 4-2 (la partita terminerà poi 5-3).

#### Il passaggio al Rosenborg
Il 13 febbraio 2012 si è trasferito al Rosenborg a titolo definitivo. Ha esordito con questa casacca il 25 marzo, schierato titolare nella vittoria casalinga per 3-1 contro il Brann. Il 5 agosto successivo ha realizzato la prima rete in campionato, contribuendo al successo per 3-0 sull'Aalesund.

#### Krasnodar
Il 7 giugno 2015, il Rosenborg ha comunicato sul proprio sito ufficiale il passaggio di Strandberg ai russi del Krasnodar, a parametro zero: il contratto del giocatore sarebbe infatti scaduto il 31 luglio successivo, così il difensore si sarebbe aggregato alla nuova squadra dal 1º agosto. Successivamente, le squadre hanno raggiunto un accordo per anticipare il trasferimento, così Strandberg ha effettuato il proprio esordio nella Prem'er-Liga in data 26 luglio, quando ha sostituito Odil Ahmedov nella sconfitta interna per 0-1 contro lo Spartak Mosca. Strandberg è rimasto in squadra fino al mese di agosto 2016, totalizzando 29 presenze tra tutte le competizioni, senza mai trovare la rete.

#### Hannover 96, seconda squadra del Krasnodar e Ural
Il 26 agosto 2016, i tedeschi dell'Hannover 96 hanno confermato l'ingaggio di Strandberg con la formula del prestito; al termine della stagione colleziona 13 apparizioni ed un gol.
Tornato al Krasnodar, trascorre la stagione 2017-2018 e la prima parte della stagione 2018-2019 giocando solo 5 partite di campionato con la seconda squadra, il Krasnodar-2.
Il 17 gennaio 2019 passa in prestito fino al termine della stagione all'Ural. Al termine della stagione 2018-2019, a scadenza del prestito, fa ritorno alla società caucasica, rimanendo svincolato.

#### Trapani
Il 13 dicembre 2019 firma un contratto col Trapani in serie B, valido fino a giugno 2020. Esordisce tre giorni dopo nella sconfitta per 1-3 contro il Pisa, giocando tutta la partita.

#### Ritorno all'Ural
Il 1º settembre 2020 fa ritorno all'Ural, con cui colleziona 18 presenze ed una rete in tutta la stagione, al termine della quale lascia nuovamente il club di Ekaterinburg.

#### Salernitana
Il 23 luglio 2021 firma un contratto annuale con la Salernitana. Il 22 agosto esordisce nella massima serie nella partita in casa del Bologna venendo espulso per doppia ammonizione dopo solo 34 minuti.

#### Ritorno al Vålerenga
Il 5 agosto 2022 fa ritorno al Vålerenga.

### Nazionale
Strandberg ha debuttato per la Norvegia under 21 il 28 maggio 2010, sostituendo Mohammed Fellah nella vittoria per 2-1 sull'Ungheria under 21. Il 2 giugno dello stesso anno, è stato titolare nel successo col medesimo risultato contro la Finlandia under 21. Il 23 novembre 2011 ha ricevuto la prima convocazione nella Nazionale maggiore, per la King's Cup che si sarebbe disputata a gennaio 2012, in Thailandia. Il 7 maggio 2013, è stato incluso nella lista provvisoria consegnata all'UEFA dal commissario tecnico Tor Ole Skullerud in vista del campionato europeo Under-21 2013. Il 22 maggio, il suo nome è comparso tra i 23 calciatori scelti per la manifestazione. Come nella fase di qualificazione al torneo, Strandberg è stato scelto come capitano della squadra. La selezione norvegese ha superato la fase a gironi, per poi venire eliminata dalla Spagna under 21 in semifinale. In base al regolamento, la Norvegia ha ricevuto la medaglia di bronzo ex aequo con l'Olanda Under-21, altra semifinalista battuta. Il 21 giugno 2013, il nome di Strandberg è stato inserito nella squadra ideale del torneo, elaborata dalla UEFA.
Il 19 novembre 2013 ha debuttato nella Nazionale maggiore: è subentrato a Tore Reginiussen nella sconfitta per 0-1 contro la Scozia, in un'amichevole disputata a Molde.
Il 6 giugno 2021 realizza la sua prima rete con la massima selezione norvegese in amichevole persa 2-1 contro la Grecia.

## Statistiche

### Presenze e reti nei club
Statistiche aggiornate al 5 agosto 2022.
| Stagione                 | Club                     | Campionato               | Campionato | Campionato | Coppe nazionali | Coppe nazionali | Coppe nazionali | Coppe continentali | Coppe continentali | Coppe continentali | Supercoppe | Supercoppe | Supercoppe | Totale | Totale |
| Stagione                 | Club                     | Comp                     | Pres       | Reti       | Comp            | Pres            | Reti            | Comp               | Pres               | Reti               | Comp       | Pres       | Reti       | Pres   | Reti   |
| ------------------------ | ------------------------ | ------------------------ | ---------- | ---------- | --------------- | --------------- | --------------- | ------------------ | ------------------ | ------------------ | ---------- | ---------- | ---------- | ------ | ------ |
| 2006                     | Mandalskameratene        | 2D                       | ?          | ?          | CN              | ?               | ?               | -                  | -                  | -                  | -          | -          | -          | ?      | ?      |
| 2007                     | Mandalskameratene        | 1D                       | 8          | 0          | CN              | ?               | ?               | -                  | -                  | -                  | -          | -          | -          | 7+     | 0+     |
| 2008                     | Mandalskameratene        | 2D                       | ?          | ?          | CN              | ?               | ?               | -                  | -                  | -                  | -          | -          | -          | ?      | ?      |
| Totale Mandalskameratene | Totale Mandalskameratene | Totale Mandalskameratene | 8+         | 0+         |                 | ?               | ?               |                    | -                  | -                  |            | -          | -          | 7+     | 0+     |
| gen.-ago. 2009           | Vålerenga                | ES                       | 0          | 0          | CN              | 2               | 0               | UEL                | -                  | -                  | SN         | 0          | 0          | 2      | 0      |
| ago. 2009                | Bryne                    | 1D                       | 4          | 0          | CN              | 0               | 0               | -                  | -                  | -                  | -          | -          | -          | 4      | 0      |
| set.-dic. 2009           | Vålerenga                | ES                       | 5          | 0          | CN              | -               | -               | UEL                | -                  | -                  | SN         | -          | -          | 5      | 0      |
| 2010                     | Vålerenga                | ES                       | 28         | 1          | CN              | 1               | 0               | -                  | -                  | -                  | -          | -          | -          | 29     | 1      |
| 2011                     | Vålerenga                | ES                       | 26         | 1          | CN              | 2               | 1               | UEL                | 4                  | 0                  | -          | -          | -          | 32     | 2      |
| 2012                     | Rosenborg                | ES                       | 23         | 2          | CN              | 3               | 1               | UEL                | 10                 | 0                  | -          | -          | -          | 36     | 3      |
| 2013                     | Rosenborg                | ES                       | 23         | 1          | CN              | 6               | 0               | UEL                | 2                  | 0                  | -          | -          | -          | 31     | 1      |
| 2014                     | Rosenborg                | ES                       | 20         | 1          | CN              | 2               | 0               | UEL                | 5                  | 0                  | -          | -          | -          | 27     | 1      |
| gen.-lug. 2015           | Rosenborg                | ES                       | 13         | 0          | CN              | 2               | 0               | UEL                | 0                  | 0                  | -          | -          | -          | 15     | 0      |
| Totale Rosenborg         | Totale Rosenborg         | Totale Rosenborg         | 79         | 4          |                 | 13              | 1               |                    | 17                 | 0                  |            | -          | -          | 109    | 5      |
| 2015-2016                | Krasnodar                | PL                       | 15         | 0          | CR              | 3               | 0               | UEL                | 8                  | 0                  | -          | -          | -          | 26     | 0      |
| lug.-ago. 2016           | Krasnodar                | PL                       | 1          | 0          | CR              | 0               | 0               | UEL                | 2                  | 0                  | -          | -          | -          | 3      | 0      |
| ago. 2016-2017           | Hannover 96              | 2L                       | 12         | 1          | CG              | 1               | 0               | -                  | -                  | -                  | -          | -          | -          | 13     | 1      |
| 2017-2018                | Krasnodar                | PL                       | 0          | 0          | CR              | 0               | 0               | UEL                | 0                  | 0                  | -          | -          | -          | 0      | 0      |
| 2018-gen. 2019           | Krasnodar                | PL                       | 0          | 0          | CR              | 0               | 0               | UEL                | 0                  | 0                  | -          | -          | -          | 0      | 0      |
| Totale Krasnodar         | Totale Krasnodar         | Totale Krasnodar         | 16         | 0          |                 | 3               | 0               |                    | 10                 | 0                  |            | -          | -          | 29     | 0      |
| 2018-gen. 2019           | Krasnodar-2              | PFNL                     | 5          | 0          | -               | -               | -               | -                  | -                  | -                  | -          | -          | -          | 5      | 0      |
| gen.-giu. 2019           | Ural                     | PL                       | 10         | 0          | CR              | 3               | 0               | -                  | -                  | -                  | -          | -          | -          | 13     | 0      |
| dic. 2019-2020           | Trapani                  | B                        | 12         | 0          | CI              | -               | -               | -                  | -                  | -                  | -          | -          | -          | 12     | 0      |
| 2020-2021                | Ural                     | PL                       | 17         | 1          | CR              | 1               | 0               | -                  | -                  | -                  | -          | -          | -          | 18     | 1      |
| Totale Ural              | Totale Ural              | Totale Ural              | 27         | 1          |                 | 4               | 0               |                    |                    |                    |            |            |            | 31     | 1      |
| 2021-2022                | Salernitana              | A                        | 11         | 0          | CI              | 1               | 0               | -                  | -                  | -                  | -          | -          | -          | 12     | 0      |
| ago.-dic. 2022           | Vålerenga                | ES                       | 0          | 0          | CN              | -               | -               | -                  | -                  | -                  | -          | -          | -          | 0      | 0      |
| Totale Vålerenga         | Totale Vålerenga         | Totale Vålerenga         | 59         | 2          |                 | 5               | 1               |                    | 4                  | 0                  |            | -          | -          | 68     | 3      |
| Totale                   | Totale                   | Totale                   | 216+       | 8+         |                 | 27+             | 2+              |                    | 31                 | 0                  |            | -          | -          | 274+   | 10+    |

### Cronologia presenze e reti in nazionale
| Cronologia completa delle presenze e delle reti in nazionale ― Norvegia | Cronologia completa delle presenze e delle reti in nazionale ― Norvegia | Cronologia completa delle presenze e delle reti in nazionale ― Norvegia | Cronologia completa delle presenze e delle reti in nazionale ― Norvegia | Cronologia completa delle presenze e delle reti in nazionale ― Norvegia | Cronologia completa delle presenze e delle reti in nazionale ― Norvegia | Cronologia completa delle presenze e delle reti in nazionale ― Norvegia | Cronologia completa delle presenze e delle reti in nazionale ― Norvegia |
| Data                                                                    | Città                                                                   | In casa                                                                 | Risultato                                                               | Ospiti                                                                  | Competizione                                                            | Reti                                                                    | Note                                                                    |
| ----------------------------------------------------------------------- | ----------------------------------------------------------------------- | ----------------------------------------------------------------------- | ----------------------------------------------------------------------- | ----------------------------------------------------------------------- | ----------------------------------------------------------------------- | ----------------------------------------------------------------------- | ----------------------------------------------------------------------- |
| 19-11-2013                                                              | Molde                                                                   | Norvegia                                                                | 0 – 1                                                                   | Scozia                                                                  | Amichevole                                                              | -                                                                       | 65’                                                                     |
| 15-1-2014                                                               | Abu Dhabi                                                               | Moldavia                                                                | 1 – 2                                                                   | Norvegia                                                                | Amichevole                                                              | -                                                                       | 62’                                                                     |
| 18-1-2014                                                               | Abu Dhabi                                                               | Polonia                                                                 | 3 – 0                                                                   | Norvegia                                                                | Amichevole                                                              | -                                                                       |                                                                         |
| 3-9-2015                                                                | Sofia                                                                   | Bulgaria                                                                | 0 – 1                                                                   | Norvegia                                                                | Qual. Euro 2016                                                         | -                                                                       | 87’                                                                     |
| 29-3-2016                                                               | Oslo                                                                    | Norvegia                                                                | 2 – 0                                                                   | Finlandia                                                               | Amichevole                                                              | -                                                                       |                                                                         |
| 29-5-2016                                                               | Porto                                                                   | Portogallo                                                              | 3 – 0                                                                   | Norvegia                                                                | Amichevole                                                              | -                                                                       |                                                                         |
| 5-6-2016                                                                | Bruxelles                                                               | Belgio                                                                  | 3 – 2                                                                   | Norvegia                                                                | Amichevole                                                              | -                                                                       | 73’                                                                     |
| 31-8-2016                                                               | Oslo                                                                    | Norvegia                                                                | 0 – 1                                                                   | Bielorussia                                                             | Amichevole                                                              | -                                                                       |                                                                         |
| 8-10-2016                                                               | Baku                                                                    | Azerbaigian                                                             | 1 – 0                                                                   | Norvegia                                                                | Qual. Mondiali 2018                                                     | -                                                                       |                                                                         |
| 11-10-2016                                                              | Oslo                                                                    | Norvegia                                                                | 4 – 1                                                                   | San Marino                                                              | Qual. Mondiali 2018                                                     | -                                                                       |                                                                         |
| 8-10-2020                                                               | Oslo                                                                    | Norvegia                                                                | 1 – 2 dts                                                               | Serbia                                                                  | Qual. Euro 2020                                                         | -                                                                       | 91’                                                                     |
| 11-10-2020                                                              | Oslo                                                                    | Norvegia                                                                | 4 – 0                                                                   | Romania                                                                 | UEFA Nations League 2020-2021 - 1º turno                                | -                                                                       |                                                                         |
| 14-10-2020                                                              | Oslo                                                                    | Norvegia                                                                | 1 – 0                                                                   | Irlanda del Nord                                                        | UEFA Nations League 2020-2021 - 1º turno                                | -                                                                       |                                                                         |
| 24-3-2021                                                               | Gibilterra                                                              | Gibilterra                                                              | 0 – 3                                                                   | Norvegia                                                                | Qual. Mondiali 2022                                                     | -                                                                       |                                                                         |
| 30-3-2021                                                               | Podgorica                                                               | Montenegro                                                              | 0 – 1                                                                   | Norvegia                                                                | Qual. Mondiali 2022                                                     | -                                                                       | 90’ 90+1’                                                               |
| 2-6-2021                                                                | Malaga                                                                  | Norvegia                                                                | 1 – 0                                                                   | Lussemburgo                                                             | Amichevole                                                              | -                                                                       |                                                                         |
| 6-6-2021                                                                | Malaga                                                                  | Norvegia                                                                | 1 – 2                                                                   | Grecia                                                                  | Amichevole                                                              | 1                                                                       |                                                                         |
| 1-9-2021                                                                | Oslo                                                                    | Norvegia                                                                | 1 – 1                                                                   | Paesi Bassi                                                             | Qual. Mondiali 2022                                                     | -                                                                       |                                                                         |
| 4-9-2021                                                                | Riga                                                                    | Lettonia                                                                | 0 – 2                                                                   | Norvegia                                                                | Qual. Mondiali 2022                                                     | -                                                                       |                                                                         |
| 8-10-2021                                                               | Istanbul                                                                | Turchia                                                                 | 1 – 1                                                                   | Norvegia                                                                | Qual. Mondiali 2022                                                     | -                                                                       |                                                                         |
| 11-10-2021                                                              | Oslo                                                                    | Norvegia                                                                | 2 – 0                                                                   | Montenegro                                                              | Qual. Mondiali 2022                                                     | -                                                                       |                                                                         |
| 13-11-2021                                                              | Oslo                                                                    | Norvegia                                                                | 0 – 0                                                                   | Lettonia                                                                | Qual. Mondiali 2022                                                     | -                                                                       |                                                                         |
| 16-11-2021                                                              | Rotterdam                                                               | Paesi Bassi                                                             | 2 – 0                                                                   | Norvegia                                                                | Qual. Mondiali 2022                                                     | -                                                                       |                                                                         |
| 29-3-2022                                                               | Oslo                                                                    | Norvegia                                                                | 9 – 0                                                                   | Armenia                                                                 | Amichevole                                                              | -                                                                       | 63’                                                                     |
| 2-6-2022                                                                | Belgrado                                                                | Serbia                                                                  | 0 – 1                                                                   | Norvegia                                                                | UEFA Nations League 2022-2023 - 1º turno                                | -                                                                       |                                                                         |
| 5-6-2022                                                                | Solna                                                                   | Svezia                                                                  | 1 – 2                                                                   | Norvegia                                                                | UEFA Nations League 2022-2023 - 1º turno                                | -                                                                       |                                                                         |
| 12-6-2022                                                               | Oslo                                                                    | Norvegia                                                                | 3 – 2                                                                   | Svezia                                                                  | UEFA Nations League 2022-2023 - 1º turno                                | -                                                                       |                                                                         |
| 17-11-2022                                                              | Dublino                                                                 | Irlanda                                                                 | 1 – 2                                                                   | Norvegia                                                                | Amichevole                                                              | -                                                                       |                                                                         |
| 20-11-2022                                                              | Oslo                                                                    | Norvegia                                                                | 1 – 1                                                                   | Finlandia                                                               | Amichevole                                                              | -                                                                       | 46’                                                                     |
| 25-3-2023                                                               | Malaga                                                                  | Spagna                                                                  | 3 – 0                                                                   | Norvegia                                                                | Qual. Euro 2024                                                         | -                                                                       |                                                                         |
| 28-3-2023                                                               | Batumi                                                                  | Georgia                                                                 | 1 – 1                                                                   | Norvegia                                                                | Qual. Euro 2024                                                         | -                                                                       |                                                                         |
| 17-6-2023                                                               | Oslo                                                                    | Norvegia                                                                | 1 – 2                                                                   | Scozia                                                                  | Qual. Euro 2024                                                         | -                                                                       |                                                                         |
| 20-6-2023                                                               | Oslo                                                                    | Norvegia                                                                | 3 – 1                                                                   | Cipro                                                                   | Qual. Euro 2024                                                         | -                                                                       |                                                                         |
| 7-9-2023                                                                | Oslo                                                                    | Norvegia                                                                | 6 – 0                                                                   | Giordania                                                               | Amichevole                                                              | -                                                                       | 46’                                                                     |
| 12-9-2023                                                               | Oslo                                                                    | Norvegia                                                                | 2 – 1                                                                   | Georgia                                                                 | Qual. Euro 2024                                                         | -                                                                       |                                                                         |
| 15-10-2023                                                              | Oslo                                                                    | Norvegia                                                                | 0 – 1                                                                   | Spagna                                                                  | Qual. Euro 2024                                                         | -                                                                       | 77’                                                                     |
| Totale                                                                  |                                                                         | Presenze                                                                | 36                                                                      |                                                                         | Reti                                                                    | 1                                                                       |                                                                         |

## Palmarès

### Individuale
- Inserito nella selezione UEFA dell'Europeo Under-21: 1

Israele 2013